# 松平信輝
松平 信輝（まつだいら のぶてる）は、江戸時代前期から中期の大名。武蔵川越藩の第3代藩主。のち下総古河藩の初代藩主。松平伊豆守系大河内松平家3代。

## 生涯
万治3年（1660年）4月8日、川越藩2代藩主松平輝綱の四男として武蔵で生まれた。3人の兄が早世したため嫡子となり、寛文11年12月（1673年）に父が死去したため、翌（西暦は同年）寛文12年2月に家督を継いだ。このとき、弟の輝貞に5000石を分与したため7万石となった。従五位下・伊豆守に叙任される。延宝7年（1679年）7月25日に井上正任の娘と結婚し、翌延宝8年（1680年）に信輝と改名した。
元禄7年（1694年）1月7日に下総古河に移封される。宝永6年（1709年）6月18日、家督を長男の信祝に譲って隠居した。享保10年（1725年）6月18日に死去、享年66。

## 人物・逸話
元禄3年（1690年）時点の全国大名の評判記である『土芥寇讎記』では、信輝は善智で邪智が無いが、「此ノ将耳遠キハ、何ヨリ大将之疵ナリ。襲ズンバ、祖父信綱ノ役儀ナリ共、勤メラルベキ程ノ器量ナルニ、可惜也」と信輝の耳が遠いことを惜しんでいる。信輝は武芸を尊び、家臣も武芸に励む人が多かった。公儀を大切にし、忠を専らと心がけたという。
一方で、父の輝綱が死去してわずか13歳で要地川越を継承したとき、必ず国替えがあると家臣や世人は思っていた。しかし祖父・信綱の余慶のおかげで「たとい祖父信綱の忠勤を上に思食さるると雖も、当伊豆守（信輝）其の器に非ずんば、争か御膝下之城に差置せらるべきや」とある。つまり信輝には器量無く老中になれない大名であるにもかかわらず、川越在城を許されたのは祖父の余慶のおかげというのである。なお、この『土芥寇驟記』成立の4年後に信輝は古河に移封された。

## 年譜
- 万治3年（1660年）4月8日、松平輝綱の四男として誕生。幼名は亀千代。
- 寛文12年（1672年）2月9日、川越藩主になる。弟の輝貞に5000石を分与。
- 寛文12年12月28日（1673年）、従五位下・伊豆守に叙任。
- 延宝4年（1676年）2月28日、前髪をとる。
- 延宝7年（1679年）7月25日、井上正任の娘と婚姻。
- 延宝8年（1680年）、名を晴綱から信輝に改める。（月日不詳）
- 元禄7年（1694年）1月7日、下総古河に転封。
- 宝永3年（1706年）8月8日、母龍泉院が死去。
- 宝永6年（1709年）6月18日、致仕。隠居後は宗見と号する。

## 系譜
父母
- 松平輝綱（父）
- 龍泉院（母） - 板倉重宗の十一女

正室
- 貞照院 - 井上正任の娘

子女
- 松平信祝（長男） 生母は貞照院
- 喜予